# Dysschema tristis
Dysschema tristis är en fjärilsart som beskrevs av Walker 1869. Dysschema tristis ingår i släktet Dysschema och familjen björnspinnare. Inga underarter finns listade i Catalogue of Life.